# 威廉堡 (苏格兰)
威廉堡（英语：Fort William；苏格兰盖尔语：An Gearasdan），是英国苏格兰高地行政区的一个城镇，位于该行政区西部。总人口9,908（2001年），为高地行政区第二大居民点（仅次于延文禮士市）。